# Synagoga w Felsztynie
Synagoga w Felsztynie – powstała przypuszczalnie na przełomie XIX i XX w., po powstaniu samodzielnej gminy żydowskiej. Podczas II wojny światowej została przypuszczalnie zdewastowana. Po wojnie prawdopodobnie pełniła funkcję budynku mieszkalnego.